# マクワウリ
マクワウリ（真桑瓜、英名：Oriental melon、学名：Cucumis melo var. makuwa）は、ウリ科キュウリ属のつる性一年草、雌雄同株の植物。メロンの一変種で果実は食用する。南アジア原産。季語は夏。日本では西洋メロンの導入以前より多数の農家で生産されて来た安価な庶民のメロンで、自然な甘味と歯触りが良いのが特徴である。マクワウリのことを「ウリ」とも言う。

## 概要

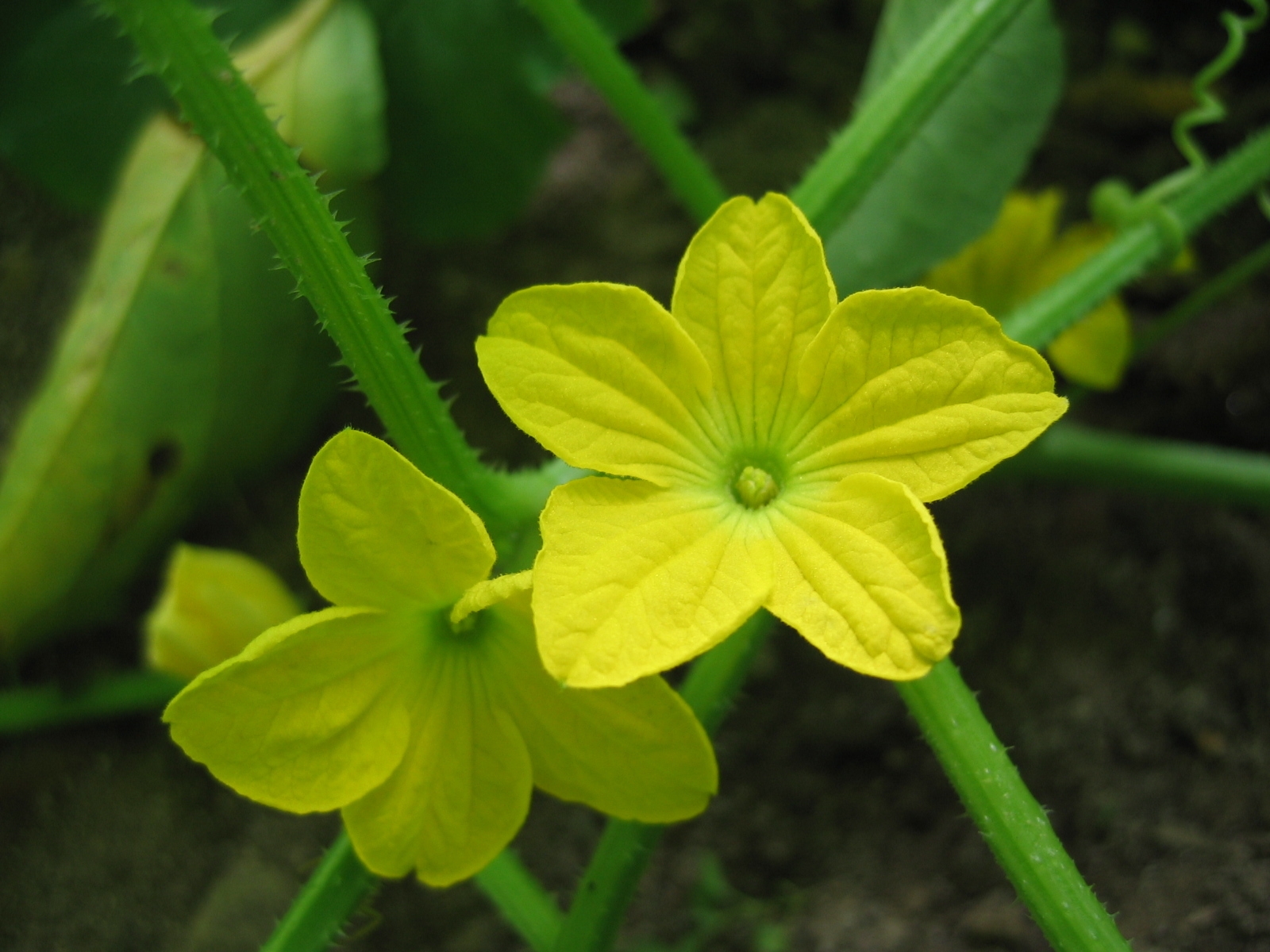
マクワウリの花

メロンの亜種で糖度は低いが、甘い瓜である。大量生産が容易で、市場では普段使いの野菜として安価に取り引きされ、昭和までは手頃な甘味として親しまれていた。平成以降は生産技術の向上でネット系メロンが安価になり、農家の減少も重なり、一般的には販売される代替品のマクワウリを食べる機会は少なくなっている。種としてのメロン (Cucumis melo) は北アフリカや中近東地方の原産であり、紀元前2000年頃に栽培が始まった。そのうち、特に西方に伝わった品種群をメロンと呼び、東方に伝わった品種群を瓜（ウリ）と呼ぶ。マクワウリもその一つで南アジア原産とされる。日本で古くから栽培されているマクワウリは、オリエンタルメロンと呼ばれる小型メロンの仲間である。この系統のウリが日本列島に渡来したのは古く、縄文時代早期の遺跡（唐古・鍵遺跡）から種子が発見されている。
日本におけるマクワウリの栽培史は20世紀初頭に導入されたメロンより遥かに長く、2世紀頃から美濃国（岐阜県南部）真桑村（のちの真正町、現：本巣市）が良品の産地であった。マクワウリの名前は名産地の真桑村に由来する。奈良時代末期に成立されたという『万葉集』にも登場し、歌に詠まれている。
古くから日本で食用にされ、古くは「うり」と言えばマクワウリを指すものだった。現在の甘い「メロン」が一般的になる昭和中期までは、マクワウリのことを「メロン」と呼んでいた。他、アジウリ（味瓜）、ボンテンウリ（梵天瓜）、ミヤコウリ（都瓜）、アマウリ（甘瓜）、カンロ（甘露）、テンカ（甜瓜）、カラウリ（唐瓜）、ナシウリ（梨瓜）といった様々な名称で呼ばれる。
品種が多く、果実も様々な色や形のものがある。代表的なものはアメリカンフットボールのような形。果皮の色については#品種を参照。

## マクワウリと西洋メロン
ネット系の西洋メロンが日本の市場に流通するのは1925年（大正14年）以降、マスクメロンの温室栽培に成功してからである。しかし当初は一般家庭には手の届かない高級品であり、庶民はもっぱら安いマクワウリを食べていた。マクワウリに続いて導入された、ハネデューメロンやホームランメロン等のノーネットメロンは美しい網目の形成が不要で大量生産を行いやすいため安価に流通する傾向にあり、庶民の家庭では普段使い用に重宝されている。

## 利用

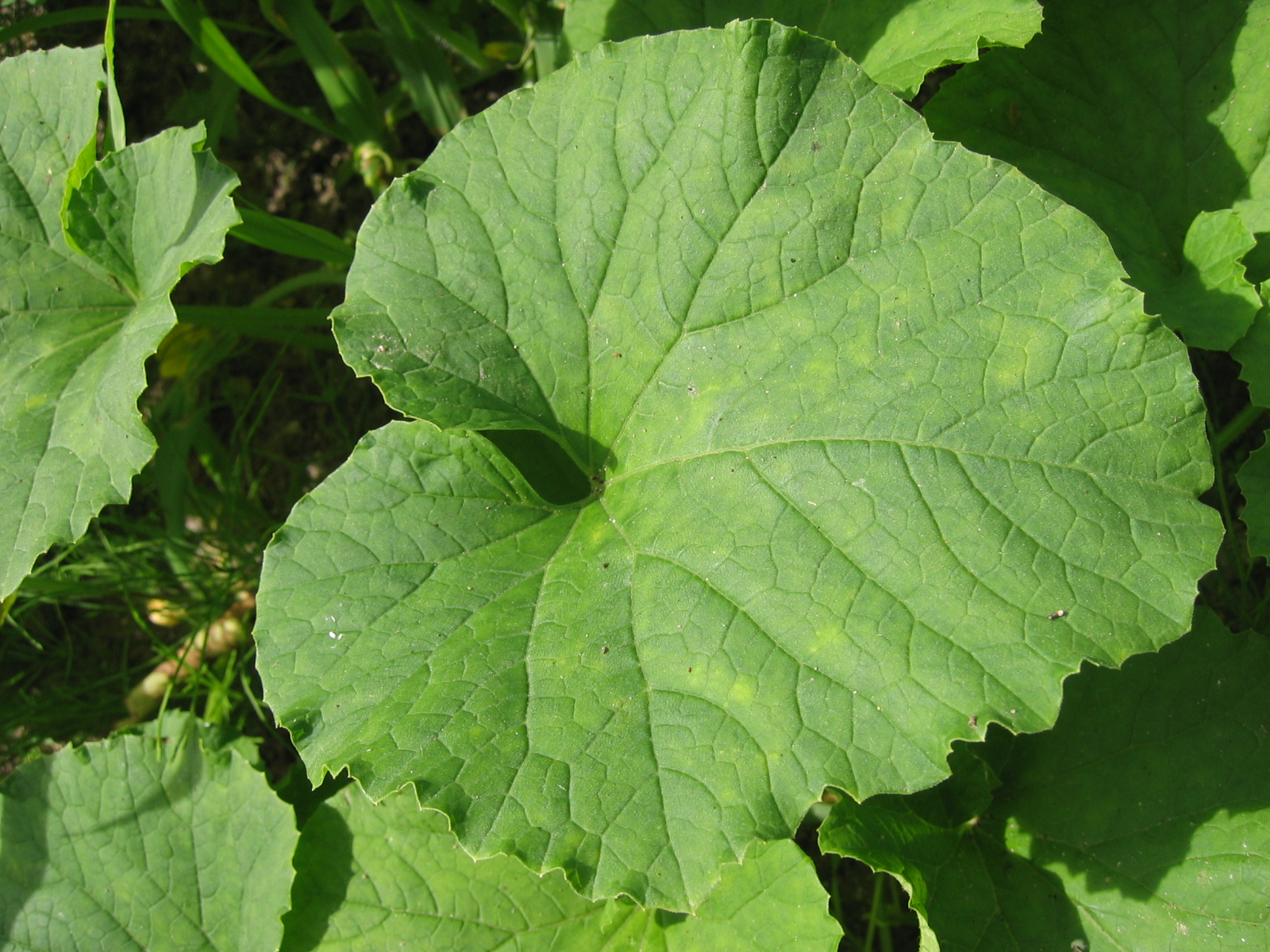
マクワウリの葉

食用とする果実は香りが良く、果肉がややかための食感で、さっぱりした甘味がある。食材としての主な旬は7 - 9月とされ、全体に色が均一で重みのあるものが市場価値の高い良品とされる。放射状に切って先割れスプーンなどですくったり、そのままかぶりついたりして食べるが、大型のネットメロンほどの甘味は無い。浅漬けや糠漬けにもされる。
お盆のお供えとしてよく使われる。
カリウムが他の果物に比べて特に豊富に含まれおり、利尿作用により体内水分のバランスを整えるほか、高血圧や動脈硬化、糖尿病の予防に効果が期待できるといわれている。その他、ビタミンCや、貧血予防に役立つといわれる葉酸も比較的多く含まれている。

## 栽培
栽培難度はふつうで、栽培期間は5 - 8月、苗の植え付けは晩春（5月中旬）に行い、夏期（6月下旬 - 8月上旬）に収穫する。寒さに弱い高温性植物で、栽培適温は25 - 30度とされる。連作障害があるため、ウリ科作物を2 - 3年作っていない畑で栽培する。家庭菜園や植物の解説ではメロンに準じて扱われる。
畑は元肥を入れて良く耕しておき、高さ5 - 10センチメートル、幅100センチメートルの畝を作り、十分に暖かくなった晩春に苗を植え付ける。定植時の株間は100センチメートル程度とし、根浅性のため深植は厳禁とされる。初夏から夏期にかけては生長期で、つるが伸びたら本葉5 - 6枚で親づるを摘芯して、小づるを3本伸ばすようにする。さらに小づるが伸びて本葉が15 - 20枚のころに摘芯して、孫づるに実をつけるようにする。果実がつき始めたら、早めに摘果を行って、1株あたり6 - 8個の果実が残るように育てられる。追肥は、2週間に1度の間隔で行われる。夏期に実が十分に膨らんで大きくなったら収穫の目安となり、開花後40 - 50日目で果実は成熟する。

## 品種

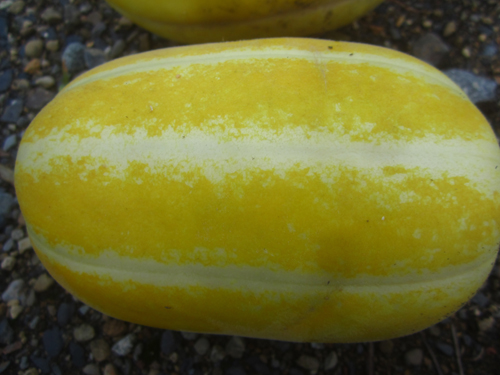
銀泉まくわ

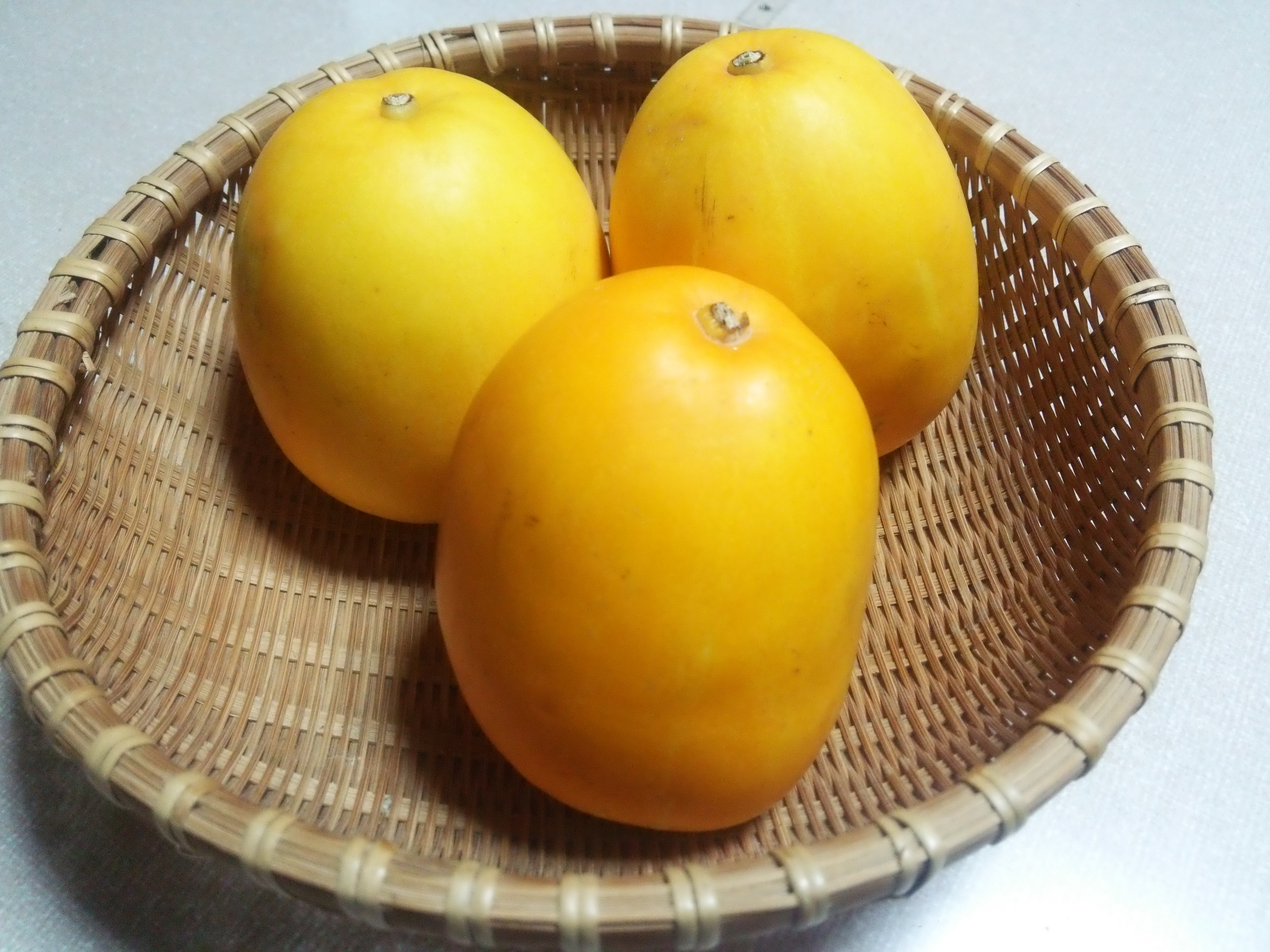
大和伝統野菜「黄金まくわ」

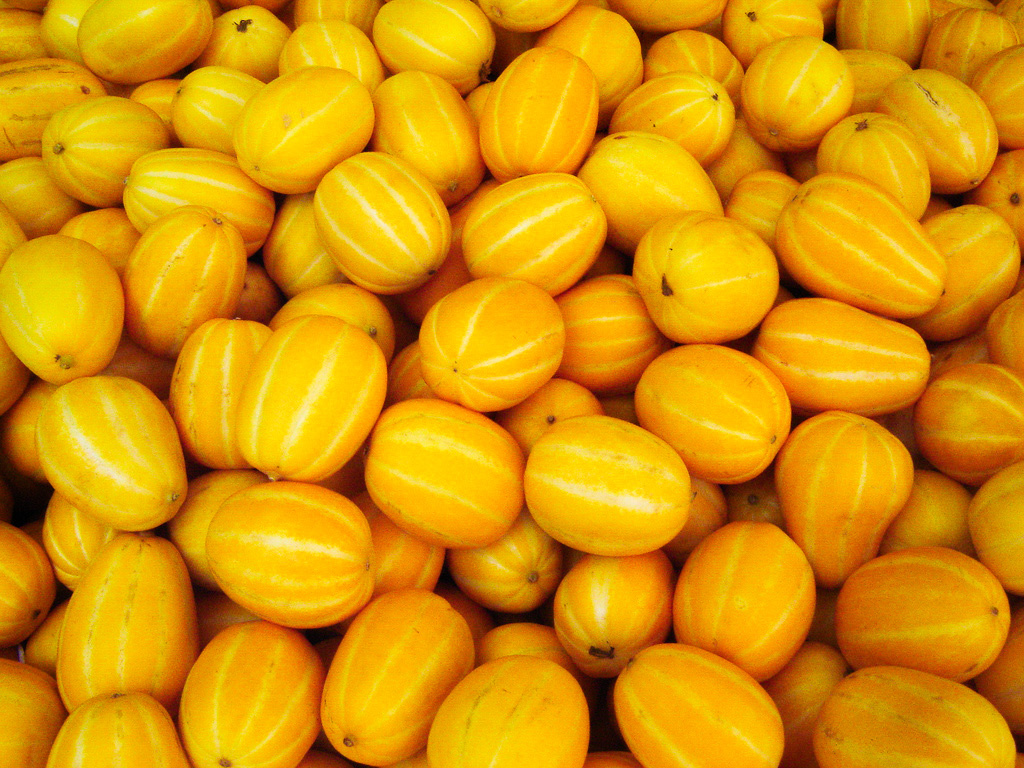
「チャメ」と呼ばれる韓国のマクワウリ

多くの品種があり、色や形はさまざまである。果実の形は俵形をしているものが多く、果皮の色については黄色系・緑色系・白色系の3色の系統があり、代表的なものは果皮が黄色系で果肉が白色である。品種改良が進み、糖度の高いものも市場に流通しており、他種との交配で作出されたプリンスメロンがよく知られている。
緑色系
味瓜（アジウリ）
果皮が緑色で甘味が強い。果肉は淡緑白色。マスクメロンのような香りがある。
落瓜（オチウリ）
愛知県が原産。果皮は深緑色、緑色の縦縞。
甘露甜瓜（カンロマクワウリ・カンロマクワ）
果皮は緑色、深緑色の縦縞。果肉は淡緑白色。マスクメロンのような香りがある。
北海甘露（ホッカイカンロ）
北海道の改良品種。果皮は深緑色で甘味が強い。果肉は緑色。味瓜とは形状が違う。主な産地：月形町・浦臼町
白色系
梵天瓜（ボンテンウリ）
奈良県が原産。果皮は白色。
梨瓜（ナシウリ）
石川県が原産「中奥梨瓜」「加賀梨瓜」としても流通。果皮は白色、果肉は白色。
北海甘味瓜（ホッカイアマアジウリ）
北海道の改良品種。萩澤育種研究場（恵庭交配）にて開発された。果皮は灰色、深緑の縦縞。果肉は緑色。マスクメロンのような香りがある。
菊メロン（キクメロン）
果実は丸型で縦溝が入り、表面や果肉は白色。
黄色系
黄まくわ
奈良県が原産。昭和11年に育成された『黄１号』はマクワウリの基準品種である。
金瓜（キンウリ）
果皮は黄色。
金真桑瓜（キンマクワウリ）
果皮は黄色、果肉は白色。
金俵甜瓜（キンピョウマクワウリ・マクワ）
愛知県が原産。果皮は黄色。
銀泉（ギンセン）
果皮は黄色、白色の縦縞。果肉は白色。
銀泉甜瓜（ギンセンマクワウリ・マクワ）
果皮は黄色、白色の縦縞。果肉は白色。
谷川瓜（タニガワウリ）
京都府で生産。果皮は赤みを帯びた黄色。深緑の斑がある。
南部金甜瓜（ナンブキンマクワウリ）
岩手県南部地方原産。果皮は南瓜に似た形で橙色、緑の条斑。果肉は、淡い緑色。

## 交配品種

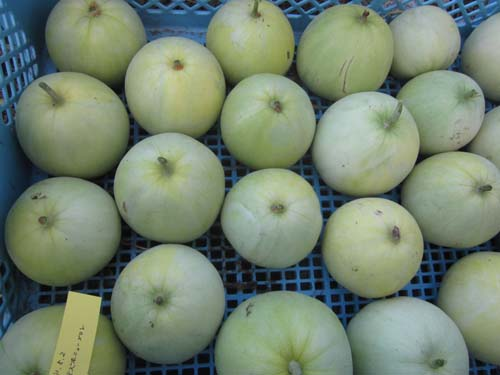
ニューメロン

プリンスメロン
マクワウリの一種（ニューメロン）と西洋のスペインメロンの一種（シャランテ）を交配させた品種。サカタのタネが開発。
網干メロン（アボシメロン）
マクワウリの一種と西洋メロンの交配品種。1921年より栽培､1927年に命名。兵庫県立蔬菜採種場で改良｡主に兵庫県姫路市周辺で栽培。
妻鹿メロン（メガメロン）
古来、ペッチンウリとして栽培、1930年に「妻鹿メロン」と命名。
タイガーメロン
マクワウリの一種と西洋メロンの交配品種。果皮が緑・黄色の縦縞、果肉は白色。株式会社タカヤマシード（高農交配）が開発。
キンショウメロン、キンショーメロン
マクワウリの黄色種とスペイン系メロンとの交配品種。

## 地方名
- 味瓜（アジウリ）：北海道・東北・中国地方での呼称。
- あじゅうり：秋田県での呼称。果肉は黄緑色のもの味瓜を指す。
- 甘瓜（アマウリ）：富山県や長野県[6]での呼称。果皮が黄色、果肉は白色のものを指す。
- 甘露（カンロ）：北海道地方での呼称。
- 甘露甜瓜（カンロマクワウリ・カンロマクワ・カンロメロン）
- 甜瓜（テンカ・マクワウリ・マクワ）：東北地方以南での呼称。
- 真桑瓜（マクワウリ・マクワ）：正式名、学名にも由来。岐阜県真桑村より命名。
- マッカ瓜（マッカウリ・マッカ・金マッカ・黄マッカ）：関西地方での呼称。果皮が黄色のものを指す。
- メロンウリ：マスクメロンのような香りがあるものを指す。